# Atziri Ávila
Atziri Ávila López (Tlaxiaco, México) es una activista y comunicóloga social mexicana reconocida por sus contribuciones en la defensa de los derechos humanos, especialmente enfocada en la promoción de un entorno libre de violencia para las mujeres.Forma parte de Front Line Defenders, Fundación Internacional para la Protección de Personas Defensoras de Derechos Humanos con sede en Dublín, Irlanda y colabora con el Observatorio Ciudadano Nacional del Feminicidio (OCNF).

## Trayectoria
Ávila López demostró desde joven un interés por la comunicación. Su participación en una estación de radio local durante la infancia marcó el inicio de su relación con los medios de comunicación. Graduada en Comunicación Social, su compromiso con la defensa de los derechos humanos se consolidó al ser testigo de las amenazas que enfrentaban periodistas y defensores en México.
Ávila López ha colaborado en distintas iniciativas, como la revista Zócalo, el Centro de Derechos Humanos de la Montaña (CDHM) Tlachinollan (en Guerrero) y la Red Nacional de Defensoras. También forma parte del Observatorio Ciudadano Nacional del Feminicidio (OCNF), dedicándose a casos de tentativa de feminicidio, feminicidio y desapariciones, contribuyendo en la creación e implementación de políticas públicas. También forma parte del Consejo Consultivo del Mecanismo para la Protección Integral de Personas Defensoras de Derechos Humanos y Periodistas en México.
Su historia se menciona en el libro Las valientes aventuras de mujeres defensoras de la Oficina del Alto Comisionado para los Derechos Humanos (ONU-DH), con el propósito de compartir la importancia de garantizar el ejercicio digno de los derechos de todas las personas, especialmente en el contexto educativo.
Ávila López ha mencionado en entrevistas sobre su compromiso en fomentar la participación activa de mujeres jóvenes en el ámbito del activismo, aboga por el reconocimiento y la salvaguarda efectiva del trabajo desempeñado por las defensoras, haciendo énfasis en la creación de redes entre ellas.

Nosotras, como defensoras, decimos que las redes salvan vidas, pero también el conocimiento de nuestros derechos y el conocimiento de las acciones también pueden salvar nuestra vida. Creo que debemos y es necesario que continuemos exigiendo a las autoridades que vivamos en un entorno seguro.
Atziri Ávila.